# Lê Phong Lan
Lê Phong Lan là nhà đạo diễn phim tài liệu sinh năm 1966 tại Hà Nội.
Bà được biết đến qua loạt phim tài liệu về lịch sử, văn hóa Việt nam lên sóng truyền hình từ năm 2006 (Đài truyền hình Việt nam VTV, HTV, THVL,.... Một số tác phẩm nổi bật của bà bao gồm bộ phim tài liệu 12 tập "Huyền thoại về Tướng Tình báo Phạm Xuân Ẩn" bà làm trong 5 năm và trình chiếu lần đầu trên sóng HTV năm 2007 sau khi ông Phạm Xuân Ẩn qua đời; bộ phim tài liệu 10 tập "Con đường bí ẩn" (2009) về Tướng Tình báo Đặng Trần Đức (Ba Quốc); bộ phim tài liệu 7 tập "Đi giữa kẻ thù" (2008) về Cụm trưởng Tình báo H63 Tư Cang; bộ phim tài liệu 13 tập "Mậu Thân 1968" (2012); bộ phim tài liệu 10 tập "Biệt động Sài Gòn" (2013); bộ phim tài liệu 10 tập "Biên giới Tây Nam - Cuộc chiến tranh bắt buộc" (2013); bộ phim tài liệu 4 tập "Đỉnh cao chiến thắng" (2014).
Phim của bà giành hai giải Bông sen Vàng cho phim tài liệu xuất sắc nhất năm 2015 với bộ phim "Đỉnh cao chiến thắng"; giải Vàng Liên hoan Phim Truyền hình Toàn quốc năm 2008 với bộ phim tài liệu "Người thanh niên đến từ nước Mỹ" (2007); bằng khen của Tổng giám đốc Đài Truyền hình Việt Nam trao cho ba bộ phim "Mậu Thân 1968" (2012), "Hiệp định Paris 1973" (2012), và "Biệt Động Sài Gòn" (2013); giải A Báo chí toàn quốc cho bộ phim "Biên giới Tây Nam - Cuộc chiến tranh bắt buộc" (2013).

## Quá trình công tác
Đạo diễn Lê Phong Lan bắt đầu trở lại làm phim từ năm 1998 sau một thời gian dài phải làm nhiều nghề để kiếm sống. Với sự năng động và nhiệt tình say mê công việc, bà đã rong ruổi miệt mài trong hành trình đi tìm lại những con người làm nên những huyền thoại trong Cuộc chiến tranh chống Mỹ cứu nước như Phạm Xuân Ẩn (Hai Trung), Nguyễn Văn Tàu (Tư Cang), Nguyễn Đức Hùng (Tư Chu), Đặng Trần Đức (Ba Quốc) và các sự kiện lịch sử như Đồng khởi Bến Tre 1960, Mậu Thân 1968, Hiệp định Paris 1973, Chiến tranh biên giới Tây Nam, v.v. Những thước phim của nữ đạo diễn được đánh giá là đã làm sống lại nhiều ký ức của một thời chiến đấu gian khổ và hy sinh hào hùng của những con người dũng cảm trong chiến tranh.
Đạo diễn Lê Phong Lan tìm đến những bí ẩn của lịch sử để giải mã nó như một công trình nghiên cứu: nhiều số phận con người, những quyết định quan trọng của mỗi trận đánh, những con át chủ bài của ngành tình báo quốc phòng Việt Nam và nhiều chiến dịch quan trọng khác, v.v. Bà đã có những so sánh, đánh giá, đối chiếu các tài liệu, hình ảnh trong nước và nước ngoài. Bà đã phỏng vấn các nhân chứng hàng giờ để xem độ chính xác của nhiều thông tin lịch sử, kết nối những sự kiện quan trọng, làm nên nhiều bộ phim tài liệu chân thực, hấp dẫn và đầy cảm xúc. Đạo diễn Lê Phong Lan đã dành trọn tâm huyết cho dòng phim tài liệu lịch sử chính luận, cho những khát vọng kiếm tìm những hình ảnh con người, đất nước Việt Nam trải qua những thăng trầm lịch sử và những gian khổ trong các cuộc chiến tranh giải phóng dân tộc. Bà luôn cố gắng thể hiện góc nhìn khách quan từ nhiều phía trong mỗi bộ phim.
Đạo diễn Lê Phong Lan trong cuộc trả lời phỏng vấn của Thạc sĩ văn hóa, Nhà báo Nguyễn Thành Luân, đã tiết lộ: "Tôi đã ao ước từ khi bắt đầu học Trường Đại học Sân khấu - Điện ảnh Việt Nam tại Thành phố Hồ Chí Minh (khóa 1 - miền Nam) là làm phim truyện nhưng duyên phận lại gắn với phim tài liệu mãi. Tôi hy vọng một ngày nào đó sẽ được trở lại với công việc là làm phim truyện".

## Quan điểm
"Phim tài liệu luôn hấp dẫn và mới mẻ, đó là những câu chuyện về sử thi, về cuộc sống nhân sinh của con người qua bao thăng trầm và biến đổi của lịch sử. Nó đầy thách thức nhưng cũng đầy lãng mạn và luôn làm cho những nhà làm phim như chúng tôi cảm thấy khao khát, tìm tòi, học hỏi. Phim đi vào số phận mỗi dân tộc, mỗi con người, cái chết, sự hy sinh và mất mát... và đặc biệt những bài học đó luôn luôn quý giá với những người còn sống trong mọi thời đại. Nó lưu giữ lại những khoảnh khắc đáng nhớ và cần nhớ của lịch sử." 
"Đạo diễn phim tài liệu thường là những người phải có bản lĩnh, có độ nhạy cảm cao, nắm bắt và hiểu biết thông tin chính xác nhưng lại phải có cảm xúc chân thật thì một bộ phim tài liệu mới hay và được khán giả chấp nhận. Không thì ngược lại sẽ rất khô khan." 
"Bộ phim Mười bảy khoảnh khắc mùa xuân (Семнадцать мгновений весны) của nữ đạo diễn người Nga Tatyana Lioznova đọng lại trong tôi rất lớn. Bộ phim này làm tôi rất xúc động với câu chuyện cùng nhiều tình tiết của phim hấp dẫn đến nỗi đã khiến tôi muốn học đạo diễn. Nhưng không hiểu vì cơ duyên nào sau khi học đạo diễn xong ra trường thì lại đi làm phim tài liệu và rồi bị bám chặt, bị ám ảnh, chạy dài cho đến bây giờ."

## Đánh giá
Đạo diễn Lê Phong Lan xem công việc làm phim tài liệu về đề tài lịch sử và chiến tranh như cái nghiệp, là niềm đam mê không thể dứt. Chưa làm xong phim này bà lại phát hiện ra những nhân vật, những đề tài cho bộ phim khác. Trong những thước phim của bà, thông qua hình ảnh đã truyền tải những số phận, sự hy sinh mất mát, thử thách khắc nghiệt với những câu chuyện đầy vui buồn, nước mắt. Mỗi số phận giống như một bức tranh huyền bí, đi qua cuộc đời vẫn còn đọng lại nhiều day dứt. Những câu chuyện về chiến tranh và lịch sử vẫn còn làm vị nữ đạo diễn này trăn trở, suy tư hoài. Đó là lý do đến giờ bà vẫn mải miết rong ruổi trên con đường làm nghề, bằng tất cả tâm huyết của một người đam mê phim tài liệu.

## Những tác phẩm của Đạo diễn Lê Phong Lan[13]
1. Truyền thuyết bến đò tơ - 1 tập (2005)
2. Huyền thoại hồ Phú Ninh - 1 tập (2006);
3. Người đi tìm dĩ vãng - 1 tập (2006);
4. Huyền thoại về tướng tình báo Phạm Xuân Ẩn - 12 tập (2007)[14] - Bằng khen của Tổng giám đốc Đài truyền hình TP.HCM (HTV);
5. Người thanh niên đến từ nước Mỹ - 2 tập (2007) - Huy chương vàng Liên hoan truyền hình Việt Nam 2008;
6. Đi giữa kẻ thù - 7 tập (2008)[15];
7. Mậu thân - Những câu chuyện đi vào lịch sử - 8 tập (2008);
8. Con đường bí ẩn - 10 tập (2009)
9. Đồng khởi Bến Tre - 5 tập (2010)
10. Trần Quốc Hương - Người chỉ huy tình báo huyền thoại - 1 tập (2011);
11. Hoàng Diệu - 1 tập (2011);
12. Phan Châu Trinh - 1 tập (2011);
13. Lê Đình Thám - 1 tập (2011);
14. Chùa Việt Nam - 100 tập (2010-2012);
15. Mậu Thân 1968 - 13 tập (2012) - Bằng khen của Tổng giám đốc Đài truyền hình Việt Nam (VTV)[16];
16. Hiệp định Paris 1973 - 5 tập (2012) - Bằng khen của Tổng giám đốc Đài truyền hình Việt Nam (VTV)[16];
17. Biệt động Sài Gòn - 10 tập (2013)[17][18];
18. Biên giới Tây Nam - Cuộc chiến tranh bắt buộc - 10 tập (2013) Giải A báo chí toàn quốc[19];
19. Biển Đông dậy sóng - 3 tập (2014);
20. Đỉnh cao chiến thắng - 4 Tập (2014) - 2 giải Bông sen vàng Liên hoan phim Việt Nam 2015;
21. Đại tướng Nguyễn Chí Thanh - Cánh chim bằng không mỏi - 8 tập (2015)
22. Củ Chi - Đất thép thành đồng - 10 tập (2015)
23. Việt Nam - Hành trình vươn ra biển lớn - 15 tập (2016)[20]
24. Đại tướng Lê Đức Anh - Một cuộc đời cách mạng - 5 tập (2016);
25. Chiến tranh phá hoại của đế quốc Mỹ - 12 tập (2016);
26. Lịch sử đường biên - 4 tập (2017);
27. Đông Dương thế kỷ 21 - 10 tập (2017)
28. PlayMer - Trận đối đầu lịch sử - 5 tập (2018);
29. Nam bộ xưa và nay - Phần 1: Tập 1 - 50 (2018);
30. Nam bộ xưa và nay - Phần 2: Tập 50 - 100 (2022)